# Эдуардс (округ, Техас)
Округ Эдуардс (англ. Edwards County) расположен в США, штате Техас. На 2000 год численность населения составляла 2162 человек. По оценке бюро переписи населения США в 2009 году население округа составляло 1863 человек. Окружным центром является город Рокспрингс.

## История
Округ Эдуардс был сформирован в 1858 году.

## География
Согласно данным Бюро переписи населения США, площадь округа Эдуардс составляет 5490 км².

### Основные шоссе
- Шоссе 277
- Шоссе 377
- Автострада 41
- Автострада 55

### Соседние округа
- Саттон  (север)
- Кимбл  (северо-восток)
- Керр  (восток)
- Риол  (юго-восток)
- Ювалде  (юго-восток)
- Кинни  (юг)
- Вал-Верде  (запад)

## Демография
По данным переписи населения 2000 года в округе проживало 2162 жителей. Среди них 25,1 % составляли дети до 18 лет, 8,5 % люди возрастом более 65 лет. 48,6 % населения составляли женщины.
Национальный состав был следующим: 94,2 % белых, 3,5 % афроамериканцев, 0,9 % представителей коренных народов, 0,4 % азиатов, 48,1 % латиноамериканцев. 0,6 % населения являлись представителями двух или более рас.
Средний доход на душу населения в округе составлял $12691. 22,2 % населения имело доход ниже прожиточного минимума. Средний доход на домохозяйство составлял $31434.
Также 67,1 % взрослого населения имело законченное среднее образование, а 17,3 % имело высшее образование.